# Kociubińce
Kociubińce – wieś na Ukrainie w rejonie czortkowskim należącym do obwodu tarnopolskiego. 
W 1443 r. pierwsza wzmianka o wsi w dokumentach. W 1902 r. właściciel ziemski Ludwik Horodyski wznosi tu kościół murowany pw. Świętych Piotra i Pawła. W 1903 r. powstaje parafia rzymskokatolicka, należąca do dekanatu Czortków.
W 1921 r. wieś liczy 513 zagród oraz 2460 mieszkańców, w tym 1659 Rusinów (Ukraińców), 739 Polaków i 61 Żydów. Od 1934 r. wieś należy do gminy Kopyczyńce w powiecie kopyczynieckim województwa tarnopolskiego. W latach 1944–1945 nacjonaliści ukraińscy z UPA zamordowali 15 Polaków, w tym ks. Jana Walniczka, którego przed śmiercią poddano wielogodzinnym torturom.
W czasie okupacji niemieckiej mieszkająca tutaj ukraińska rodzina Karpiszynów ukrywała Żyda Eliyahu Festa. W 1996 roku Instytut Jad Waszem uhonorował za to tytułami Sprawiedliwych wśród Narodów Świata Dmytra i Aneliję Karpiszynów oraz ich syna Bohdana.
Po ekspatriacji Polaków kościół zamieniono na klub wiejski, a w 1992 r. oddano katolikom. Obsługują go księża z parafii w Kopyczyńcach.
Znajduje się tu przystanek kolejowy Kociubińce, położony na linii dawnej Galicyjskiej Kolei Transwersalnej.
Do 2020 w rejonie husiatyńskim.

## Zabytki
- zamek[11] na planie czworokąta wybudowany w XVI-XVII wieku[12][13], na początku XX wieku widoczne były jeszcze resztki murów zamkowych. Zamek zlokalizowany był na południowym brzegu północnego stawu.